# 777 (liczba)
777 (siedemset siedemdziesiąt siedem) – liczba naturalna następująca po 776 i poprzedzająca 778.

## W matematyce
- 777 jest palindromem liczbowym, czyli może być czytana w obu kierunkach
- 777 jest liczbą Harshada (dzieli się przez sumę swoich cyfr)[1]

## W astronomii
- galaktyka IC 777
- galaktyka NGC 777
- planetoida (777) Gutemberga